# Asmitā
Asmitā (en sanskrit IAST ; devanāgarī: अस्मिता) signifie « conscience de soi », « sentiment du moi », « égotisme » ou encore « égoïsme ». 

## Dans les Yoga Sūtra de Patañjali
Dans Les Yoga Sūtra de Patañjali, ce vocable désigne le sens du « je », la faculté d'identification du voyant avec les perceptions ou encore l'ego. Asmitā est la cause de l'égo (ahaṃkāra) et l'un des cinq facteurs qui sont à l'origine des afflictions (kleśa). Aussi ce terme ne doit pas être confondu avec ahaṃkāra qui fait référence à l'ego lié à l'individualité humaine, c'est-à-dire encore le moi, la personnalité ou le sentiment d'individualité.